# NGC 7435
NGC 7435 is een balkspiraalstelsel in het sterrenbeeld Pegasus. Het hemelobject werd op 12 oktober 1855 ontdekt door de Ierse astronoom William Parsons.

## Synoniemen
- UGC 12267
- MCG 4-54-4
- ZWG 475.7
- PGC 70116